# Арск
Арск (рус. Арск) град је у Русији у Татарстану.

## Становништво
| 1939. | 1959. | 1970. | 1979.  | 1989.  | 2002.  | 2010.  |
| ----- | ----- | ----- | ------ | ------ | ------ | ------ |
| 5.200 | 7.519 | 9.329 | 11.376 | 13.938 | 17.211 | 18.114 |